# Щецин (порт)
Морской порт Щецин (пол. Port morski Szczecin) — морской и речной торговый порт Польши, находящийся в городе Щецин (Западнопоморское воеводство), стоящий на реках Одер и Регалице в долине Нижнего Одера. Занимается грузоперевозками (контейнерные, стальные изделия, крупногабаритные, сыпучие сухие и жидкие грузы), а также предлагает услуги по обработке и хранению сельскохозяйственных и пищевых продуктов. Порт Щецин находится в ведении компании ZMPSiŚ SA, которая в течение многих лет за счёт средств ЕС осуществляет широкий спектр вложений и находится на лидирующих позициях в Западном Поморье. С 2007 по 2013 годы было вложено около 650 млн. злотых, новая стратегия предусматривает вложение ещё более 1,3 млрд. злотых к 2027 году.
Порт был основан в Средние века, а официально судоходство стало объектом международных соглашений после заключения Версальского договора, когда по его статьям 363 и 364 Чехословакия создала свою собственную зону (город Штеттин). 16 февраля 1929 года Чехословакия и Германия подписали договор об аренде порта на 99 лет, однако в 1945 году Чехословакия аннулировала этот договор.
Порт Щецин вместе с портом Свиноуйсьце создаёт крупнейший портовый комплекс на юге Балтики; согласно Закону о портах и гаванях от 20 декабря 1996 года является стратегически важным элементом национальной экономики; также это зона свободной торговли. Грузооборот за 2015 год составил 23,1744 млн. тонн. Через порт проходит кратчайший маршрут из Скандинавии в Центральную и Южную Америку, базы порта являются неотъемлемыми звеньями международного транспортного коридора Балтика — Адриатика (Щецин — Познань — Вроцлав — Острава). К порту ведут автодороги DK 3/S3 и A6, железные дороги CE 59 и E59, а также речной маршрут E30.

## Статистика
В 2006 году грузооборот составил 9,965 млн. тонн (16,5% от всего грузооборота польских портов). В 2007 году порт посетили 2895 кораблей с водоизмещением более 100 т каждый.
| Товары               | Тыс т.   | %    |
| -------------------- | -------- | ---- |
| Фитинги              | 11 264,6 | 49%  |
| Уголь и кокс         | 3 119,8  | 13%  |
| Зерно                | 1 743,9  | 16%  |
| Металлы              | 1 851,9  | 7%   |
| Нефтепродукты        | 1 738,9  | 7%   |
| Древесина            | 14,3     | 0,6% |
| Прочие грузы         | 3 451,0  | 14%  |
| Итого                | 23 174,4 |      |
| Контейнеры TEU (20') | 87 784,0 |      |